# Éditions Trabucaire
Éditions Trabucaire est une maison d'édition française créée en 1985 à Perpignan, qui a pour objectif de promouvoir et de diffuser la culture et la création nord catalane dans sa spécificité linguistique, historique, culturelle. Elle est spécialisée dans la publication de l'histoire régionale pour les périodes médiévales et contemporaines. Elle est gérée par l'association Association Llibres del Trabucaire

## Présentation
La maison d'édition compte aujourd'hui plus de 290 titres à son catalogue et une centaine d'auteurs, qu'ils soient d'expression française, catalane, occitane. Parmi eux : Max Rouquette, Jordi Pere Cerdà, Mercè Rodoreda, Henri Lhéritier, Gérard Jacquet, Robert Lafont, Claude Delmas, Joan Tocabens, Ludovic Massé, Jean-Paul Pelras, Jean-Louis Roure, Jep Gouzy, Renada Portet, Bernard Revel et tant d'autres, pour la création littéraire.
Les thèmes des autres collections sont l'histoire sociale et politique, l'archéologie, la sociologie, l'ethnologie, la littérature, la linguistique, le sport, avec une moyenne de vingt titres par an, répartis dans les trois langues.
Les Éditions Trabucaire publient des livres de poésie et d'art à tirages limités numérotés et signés (Claude Massé, Serge Fauchier, Roger Cosme Esteve). 
Elles publient également des contributions de Pascal Comelade ainsi que des anthologies du rock perpignanais.

## Promotion de la langue catalane
En 1985, la maison d'édition est née de la volonté de voir le catalan et l'expression littéraire nord catalane à sa place dans un contexte linguistique catalan. Des auteurs des Pyrénées-Orientales ne trouvaient pas de débouchés pour leurs textes. Grâce au réseau de distribution de la maison d'édition tous les points de vente, presse ou librairie des Pyrénées-Orientales, proposent un ou plusieurs livres en catalan.